# İçören
İçören ist ein Dorf im Landkreis Savur der türkischen Provinz Mardin. İçören liegt etwa 63 km nordöstlich der Provinzhauptstadt Mardin und 20 km östlich von Savur. İçören hatte laut der letzten Volkszählung 1.828 Einwohner (Stand Ende Dezember 2009).